# 下段站
下段站（日语：／ Shitadan eki */?）是隸屬於富山地方鐵道立山線的鐵路車站，位於富山縣中新川郡立山町。車站編號為T48。本站只停靠普通列車，並且皆可直通至本線至電鐵富山站。
本站主要服務大字榎南部的居民（北部則使用榎町站，且北部因被其他大字分割而成為飛地），反而其站名「下段」所在的大字距離本站較遠，且整個大字皆沒太多民居，主要以農地為主。

## 車站結構

### 站房
本站的站房為的單層木造站房。進入站房後，前端為已停止使用的站務室。左側為開放式閘口，通過閘口後會經過一段有蓋走廊，並經過原有的驗票窗口，再上數級樓梯後到達月台。

### 月台配置
站內設有1面1線的側式月台，無法作交換之用，亦未設有無障礙斜道，有效長度為3輛。原來月台設計只容許1輛列車使用，往榎町站方向的增建部份全為架空式設計，並使用鋼架和鋼板作承托。亦只有原有月台部份設有上蓋，其餘均為露天設計。列車靠站時往立山站方向為左側上落，往電鐵富山站方向為右側上落。
| 路線    | 方向 | 目的地           | 備註 |
| ------- | ---- | ---------------- | ---- |
| ■立山線 | 上行 | 電鐵富山方向     |      |
| ■立山線 | 下行 | 岩峅寺、立山方向 |      |

## 歷史
- 1921年3月19日：立山鐵道五百石站～立山站（即現時岩峅寺站）開業[1]。
- 1931年3月20日：立山鐵道併入富山電氣鐵道內[4]。
- 1936年8月18日：五百石站～岩峅寺站改為1067毫米軌闊及電化，並與富山電氣鐵道的「寺田支線」接軌，列車開始可由本站沿寺田支線直通至富山田地方站（即現時電鐵富山站附近）。
- 2019年3月16日：增設車站編號[5]。

## 利用人數
| 乘車人員推算 | 乘車人員推算    |
| 年度         | 1日平均上落人數 |
| ------------ | --------------- |
| 1998年       | 104             |
| 1999年       | 96              |
| 2000年       | 93              |
| 2001年       | 92              |
| 2002年       | 100             |
| 2003年       | 94              |
| 2004年       | 88              |
| 2005年       | 93              |
| 2006年       | 101             |
| 2007年       | 98              |
| 2008年       | 92              |
| 2009年       | 88              |
| 2010年       | 89              |
| 2011年       | 88              |
| 2012年       | 90              |
| 2013年       | 83              |
| 2014年       | 83              |
| 2015年       | 87              |
| 2016年       | 90              |
| 2017年       | 90              |
| 2018年       | 92              |

## 相鄰車站
富山地方鐵道
■立山線
特急「立山」、「阿爾卑斯」（只限15/4至30/11）、快速急行（下行）
通過
普通
榎町（T47）- 下段（T48）- 釜淵（T49）

## 外部連結
- 富山地方鐵道下段站公式網頁。（页面存档备份，存于）（日語）